# Gran Premio de Japón de Motociclismo de 2016
El Gran Premio de Japón de Motociclismo de 2016 (oficialmente Motul Grand Prix of Japan) fue la decimoquinta prueba del Campeonato del Mundo de Motociclismo de 2016. Tuvo lugar en el fin de semana del 14 al 16 de octubre de 2016 en el circuito Twin Ring situado en la localidad de Motegi, en la prefectura de Tochigi, Japón.
La carrera de MotoGP fue ganada por Marc Márquez, seguido de Andrea Dovizioso y Maverick Viñales. Thomas Lüthi fue el ganador de la prueba de Moto2, por delante de Johann Zarco y Franco Morbidelli. La carrera de moto3 fue ganada por Enea Bastianini, Brad Binder fue segundo y Nicolò Bulega tercero.

## Resultados

### Resultados MotoGP
Con Andrea Iannone aún recuperándose de las lesiones sufridas en Misano, fue sustituido en el equipo oficial Ducati por Héctor Barberá. Mike Jones piloto australiano de superbike hizo su debut en MotoGP en reemplazo de Barbera en el Avintia Racing.
Dani Pedrosa sufrió una fractura de clavícula en un accidente durante la práctica del viernes y fue reemplazado por el piloto de pruebas de Honda Hiroshi Aoyama para el resto del fin de semana.
| Pos.    | N.º | Piloto             | Constructor | Vueltas | Tiempo    | Parrilla | Puntos |
| ------- | --- | ------------------ | ----------- | ------- | --------- | -------- | ------ |
| 1       | 93  | Marc Márquez       | Honda       | 24      | 42:34.610 | 2        | 25     |
| 2       | 4   | Andrea Dovizioso   | Ducati      | 24      | +2.992    | 4        | 20     |
| 3       | 25  | Maverick Viñales   | Suzuki      | 24      | +4.104    | 7        | 16     |
| 4       | 41  | Aleix Espargaró    | Suzuki      | 24      | +4.726    | 6        | 13     |
| 5       | 35  | Cal Crutchlow      | Honda       | 24      | +15.049   | 5        | 11     |
| 6       | 44  | Pol Espargaró      | Yamaha      | 24      | +19.654   | 9        | 10     |
| 7       | 19  | Álvaro Bautista    | Aprilia     | 24      | +23.032   | 12       | 9      |
| 8       | 9   | Danilo Petrucci    | Ducati      | 24      | +28.555   | 10       | 8      |
| 9       | 45  | Scott Redding      | Ducati      | 24      | +28.802   | 11       | 7      |
| 10      | 6   | Stefan Bradl       | Aprilia     | 24      | +32.330   | 13       | 6      |
| 11      | 21  | Katsuyuki Nakasuga | Yamaha      | 24      | +42.845   | 16       | 5      |
| 12      | 68  | Yonny Hernández    | Ducati      | 24      | +52.219   | 17       | 4      |
| 13      | 38  | Bradley Smith      | Yamaha      | 24      | +53.783   | 15       | 3      |
| 14      | 53  | Esteve Rabat       | Honda       | 24      | +54.760   | 18       | 2      |
| 15      | 73  | Hiroshi Aoyama     | Honda       | 24      | +1:00.155 | 22       | 1      |
| 16      | 76  | Loris Baz          | Ducati      | 24      | +1:04.440 | 20       |        |
| 17      | 8   | Héctor Barberá     | Ducati      | 24      | +1:42.966 | 8        |        |
| 18      | 7   | Mike Jones         | Ducati      | 23      | +1 vuelta | 21       |        |
| Ret     | 99  | Jorge Lorenzo      | Yamaha      | 19      | Caída     | 3        |        |
| Ret     | 46  | Valentino Rossi    | Yamaha      | 6       | Caída     | 1        |        |
| Ret     | 43  | Jack Miller        | Honda       | 6       | Caída     | 14       |        |
| Ret     | 50  | Eugene Laverty     | Ducati      | 2       | Caída     | 19       |        |
| Fuente: |     |                    |             |         |           |          |        |

### Resultados Moto2
| Pos.    | N.º | Piloto              | Constructor | Vueltas | Tiempo       | Parrilla | Puntos |
| ------- | --- | ------------------- | ----------- | ------- | ------------ | -------- | ------ |
| 1       | 12  | Thomas Lüthi        | Kalex       | 23      | 42:45.854    | 2        | 25     |
| 2       | 5   | Johann Zarco        | Kalex       | 23      | +0.386       | 1        | 20     |
| 3       | 21  | Franco Morbidelli   | Kalex       | 23      | +5.863       | 3        | 16     |
| 4       | 30  | Takaaki Nakagami    | Kalex       | 23      | +6.090       | 7        | 13     |
| 5       | 11  | Sandro Cortese      | Kalex       | 23      | +16.246      | 5        | 11     |
| 6       | 24  | Simone Corsi        | Speed Up    | 23      | +20.404      | 13       | 10     |
| 7       | 54  | Mattia Pasini       | Kalex       | 23      | +20.683      | 10       | 9      |
| 8       | 60  | Julián Simón        | Speed Up    | 23      | +20.760      | 16       | 8      |
| 9       | 23  | Marcel Schrötter    | Kalex       | 23      | +24.394      | 11       | 7      |
| 10      | 19  | Xavier Siméon       | Speed Up    | 23      | +27.113      | 17       | 6      |
| 11      | 97  | Xavi Vierge         | Tech 3      | 23      | +30.158      | 18       | 5      |
| 12      | 10  | Luca Marini         | Kalex       | 23      | +32.283      | 26       | 4      |
| 13      | 55  | Hafizh Syahrin      | Kalex       | 23      | +32.391      | 12       | 3      |
| 14      | 45  | Tetsuta Nagashima   | Kalex       | 23      | +35.348      | 24       | 2      |
| 15      | 32  | Isaac Viñales       | Tech 3      | 23      | +35.486      | 20       | 1      |
| 16      | 57  | Edgar Pons          | Kalex       | 23      | +39.558      | 21       |        |
| 17      | 2   | Jesko Raffin        | Kalex       | 23      | +39.690      | 19       |        |
| 18      | 14  | Ratthapark Wilairot | Kalex       | 23      | +45.258      | 25       |        |
| 19      | 87  | Remy Gardner        | Kalex       | 23      | +47.910      | 23       |        |
| 20      | 40  | Álex Rins           | Kalex       | 23      | +1:04.723    | 22       |        |
| 21      | 63  | Naomichi Uramoto    | Kalex       | 23      | +1:05.916    | 29       |        |
| 22      | 84  | Taro Sekiguchi      | TSR         | 23      | +1:26.636    | 30       |        |
| Ret     | 27  | Iker Lecuona        | Kalex       | 14      | Retirado     | 28       |        |
| Ret     | 49  | Axel Pons           | Kalex       | 13      | Retirado     | 6        |        |
| Ret     | 7   | Lorenzo Baldassarri | Kalex       | 10      | Retirado     | 14       |        |
| Ret     | 73  | Álex Márquez        | Kalex       | 7       | Retirado     | 8        |        |
| Ret     | 52  | Danny Kent          | Kalex       | 7       | Retirado     | 15       |        |
| Ret     | 94  | Jonas Folger        | Kalex       | 4       | Caída        | 9        |        |
| Ret     | 22  | Sam Lowes           | Kalex       | 1       | Caída        | 4        |        |
| Ret     | 70  | Robin Mulhauser     | Kalex       | 1       | Caída        | 27       |        |
| DNS     | 44  | Miguel Oliveira     | Kalex       |         | No participó |          |        |
| Fuente: |     |                     |             |         |              |          |        |

### Resultados Moto3
| Pos.    | N.º | Piloto                 | Constructor | Vueltas | Tiempo       | Parrilla | Puntos |
| ------- | --- | ---------------------- | ----------- | ------- | ------------ | -------- | ------ |
| 1       | 33  | Enea Bastianini        | Honda       | 20      | 39:24.273    | 3        | 25     |
| 2       | 41  | Brad Binder            | KTM         | 20      | +0.017       | 2        | 20     |
| 3       | 8   | Nicolò Bulega          | KTM         | 20      | +4.002       | 5        | 16     |
| 4       | 65  | Philipp Öttl           | KTM         | 20      | +5.119       | 10       | 13     |
| 5       | 4   | Fabio Di Giannantonio  | Honda       | 20      | +6.288       | 18       | 11     |
| 6       | 21  | Francesco Bagnaia      | Mahindra    | 20      | +7.739       | 12       | 10     |
| 7       | 11  | Livio Loi              | Honda       | 20      | +7.749       | 15       | 9      |
| 8       | 20  | Fabio Quartararo       | KTM         | 20      | +8.344       | 8        | 8      |
| 9       | 36  | Joan Mir               | KTM         | 20      | +8.880       | 14       | 7      |
| 10      | 23  | Niccolò Antonelli      | Honda       | 20      | +9.037       | 7        | 6      |
| 11      | 48  | Lorenzo Dalla Porta    | KTM         | 20      | +12.332      | 6        | 5      |
| 12      | 7   | Adam Norrodin          | Honda       | 20      | +13.525      | 9        | 4      |
| 13      | 84  | Jakub Kornfeil         | Honda       | 20      | +18.818      | 21       | 3      |
| 14      | 12  | Albert Arenas          | Peugeot     | 20      | +21.263      | 13       | 2      |
| 15      | 24  | Tatsuki Suzuki         | Mahindra    | 20      | +21.291      | 25       | 1      |
| 16      | 95  | Jules Danilo           | Honda       | 20      | +21.727      | 24       |        |
| 17      | 42  | Marcos Ramírez         | Mahindra    | 20      | +34.475      | 26       |        |
| 18      | 64  | Bo Bendsneyder         | KTM         | 20      | +39.950      | 27       |        |
| 19      | 89  | Khairul Idham Pawi     | Honda       | 20      | +40.177      | 22       |        |
| 20      | 3   | Fabio Spiranelli       | Mahindra    | 20      | +46.804      | 32       |        |
| 21      | 77  | Lorenzo Petrarca       | Mahindra    | 20      | +49.085      | 31       |        |
| 22      | 40  | Darryn Binder          | Mahindra    | 20      | +52.570      | 28       |        |
| 23      | 6   | María Herrera          | KTM         | 20      | +52.682      | 30       |        |
| 24      | 16  | Andrea Migno           | KTM         | 20      | +1:16.774    | 1        |        |
| 25      | 58  | Juan Francisco Guevara | KTM         | 20      | +1:22.102    | 20       |        |
| 26      | 13  | Shizuka Okazaki        | Honda       | 20      | +1:51.623    | 34       |        |
| DSQ     | 76  | Hiroki Ono             | Honda       | 20      | (+2.654)     | 4        |        |
| Ret     | 88  | Jorge Martín           | Mahindra    | 10      | Retirado     | 23       |        |
| Ret     | 44  | Arón Canet             | Honda       | 9       | Caída        | 17       |        |
| Ret     | 55  | Andrea Locatelli       | KTM         | 4       | Caída        | 29       |        |
| Ret     | 43  | Stefano Valtulini      | Mahindra    | 3       | Caída        | 33       |        |
| Ret     | 9   | Jorge Navarro          | Honda       | 0       | Caída        | 11       |        |
| Ret     | 17  | John McPhee            | Peugeot     | 0       | Caída        | 16       |        |
| Ret     | 19  | Gabriel Rodrigo        | KTM         | 0       | Caída        | 19       |        |
| DNS     | 15  | Rei Sato               | Honda       |         | No participó |          |        |
| 1.      |     |                        |             |         |              |          |        |
| Fuente: |     |                        |             |         |              |          |        |